# Омате
Омате (исп. Omate) — город на юге Перу. Расположен в Андах на высоте 2166 метров над уровнем моря в 147 км к северу от г. Мокегуа и 129 км к юго-востоку от города Арекипа.
Административный центр провинции Хенераль-Санчес-Керро департамента Мокегуа.
Население — 1710 жителей (2005).
Город известен выращиваемым здесь виноградом и другими плодовыми, изготовлением вина превосходного качества, а также разведением креветок.